# Auricoloterapia

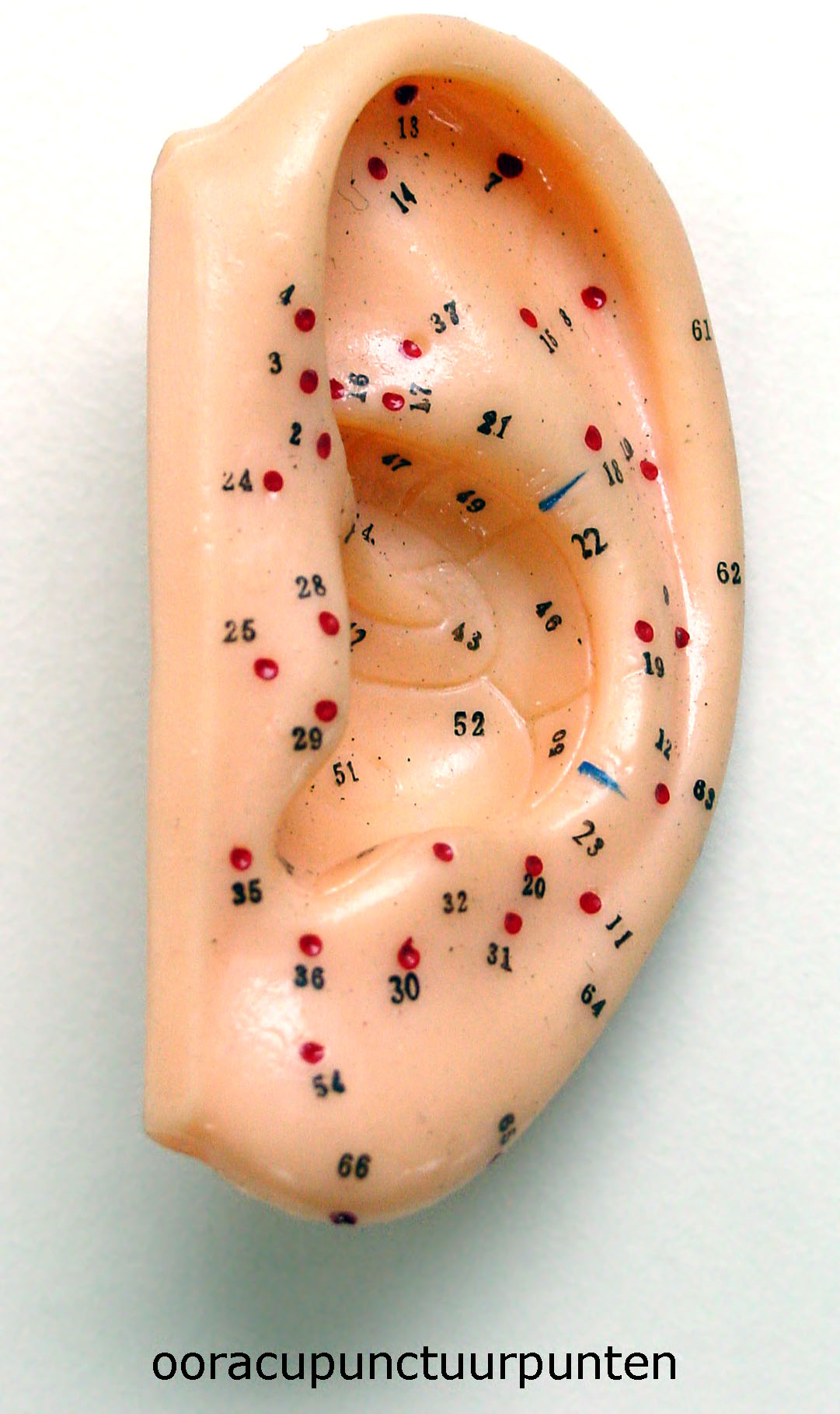
Punti di agopuntura o moxibustione per l'auricoloterapia.

L'auricoloterapia è una forma di medicina alternativa basata sull'idea che l'orecchio (in particolare il padiglione auricolare) riproduca in piccolo l'intero organismo umano. Questa teoria è priva di qualsiasi supporto scientifico e/o sperimentale. Una variante dell'auricoloterapia è l'auricologia. 
L'auricoloterapia si diffuse come terapia "metodica" in Francia nel 1956 ad opera di un medico di base di Lione, Paul Nogier, il quale aveva osservato che diversi suoi pazienti provenienti dalla Corsica avevano delle cauterizzazioni a livello del padiglione auricolare. Dalla storia clinica di questi pazienti emergeva che dette cauterizzazioni venivano fatte in Corsica da maniscalchi per curare dolori sciatalgici.
Nogier, incuriosito da questa constatazione, indagò nella storia della medicina se vi fosse mai stato qualcuno che avesse utilizzato l'orecchio a fini terapeutici. Ritenne di trovare testimonianze di queste pratiche fin da Ippocrate sino ai giorni nostri (essa risulta presente nelle pratiche di "medicina popolare" dei Paesi lungo il bacino del Mediterraneo, nonché nei paesi africani); fu allora che si mise al lavoro per sperimentare i vari punti dell'orecchio e ritenne di scoprire che in esso sarebbero contenute le rappresentazioni delle innervazioni dei vari organi ed apparati in modo tale da creare sul padiglione auricolare l'immagine di un feto rovesciato.